# 斯卡長嘴鱲
斯卡长嘴鱲（学名：Raiamas scarciensis）为輻鰭魚綱鯉形目鲤科长嘴鱲屬的鱼类。該物種主要分布於非洲獅子山，體長可達15.4公分，棲息在中底層水域。